# Munkbrarup Mølle
Munkbrarup Mølle er en firevingede hollandsk vindmølle beliggende i landsbyen Munkbrarup i det nordlige Angel i Sydslesvig. Møllen blev opført i 1845 i Mejervig ved Lyksborg, men blev i 1868 overført til Munkbrarup. Møllen er omfattende restaureret i 1979 og igen i 2006.
Møllen er opbygget med en ottekantet overbygning beklædt med spån på en hvidkalket ottekantet undermølle som fundament. Vingerne har hækværk til sejl. De har en længde på 16 meter. Den bevægelige hat er bådformet og beklædt med spån. Møllen kaldes også for Hoffnung eller på dansk Håbet.
Den fredede mølle er i privat eje.